# رابرت نلسون (اقتصاد دان)
رابرت نلسون (به انگلیسی: Robert Nelson) یک اقتصاد دان آمریکایی بود که استاد سیاست‌های زیست‌محیطی در دانشگاه مریلند دانشکده سیاست عمومی و همچنین عضو ارشد مؤسسه مستقل بود. او نویسندهٔ بیش از ۱۰۰ مقالهٔ علمی پژوهشی بود و ۹ کتاب بود. نلسون در موضوعاتی از جمله مدیریت مناطق عمومی و منطقه بندی در ایالات متحده شهرت داشت، اما بهترین و شناخته شده‌ترین کتابش در مورد رابطهٔ بین اقتصاد، محیط زیستو مسیحیت بوده‌است.